# 강해석
강해석(姜海錫, 1904년 1월 18일~1973년 4월 25일)은 대한민국의 독립운동가 출신 시인 겸 사회운동가이다.

## 생애
본관은 진주(晉州)이며 전라남도 광주 출생이고 1922년 사회주의 분야에 본격 투신하여 이후 청년 항일 비밀결사조직인 광주독서회를 지도 편달하였고 1927년 3월에는 고려공산청년회에 적을 두어 이후에는 전라남도 광주 야체이카 소속 신분으로 신간회(新幹會) 광주지회 설립에 동참하여 광주청년동맹(光州靑年同盟) 중앙집행위원을 지냈다.
1928년 조선공산당 사건에 연루·체포되어 이듬해 1929년 경성지방법원에서 징역 3년형을 선고받고 1931년 만기출감하였다.
이후 항일 공산주의 분야에서 활약을 하다가 1945년 8월 15일 광주에서 8·15 광복을 목도하였고 1945년 11월 건국준비위원회 전라남도지부 행정위원회 부위원장이 되었으며, 이어 같은 해 1945년 12월에는 전국농민조합총연맹 대의원이 되었고 이듬해 1946년 전국농민조합총연맹 대의원 직위를 사퇴하였고 1948년 대한민국 정부 수립 이후에는 전라남도 광주와 전라남도 나주와 전라남도 담양에서 시인과 사회운동가로 활약을 하다가 1972년 3월에 만성 저혈압이 발병하였고 이듬해 1973년 4월 25일, 전라남도 나주군 영산포읍에서 향년 70세로 병사하였다.

## 학력
- 전라남도 광주보통학교 졸업
- 전라남도 광주사범학교 졸업
- 대한민국 국방대학교 행정학사 1기(1956년)

## 서훈
2005년 3월 1일, 건국훈장 애족장이 추서되었다.

## 가족 관계
- 아우: 강영석(姜永錫, 1906년 5월 14일 대한제국 전라남도 광주군 출생 ~ 1991년 1월 24일 대한민국 경기도 안양에서 향년 86세로 별세, 친일 사회주의 운동가 겸 공산주의자. 前 조선공산당 전라남도 광주지당 담양군 인민위원회 상임위원. 1948년 2월에서 1949년 11월까지 일본 히로시마 현 히로시마에 거주 후 1949년 11월에서 1984년 9월까지 중화인민공화국 광둥 성 광저우에 거주. 1984년 9월 대한민국 귀국 후 1991년 1월 24일 대한민국 경기도 안양에서 향년 86세로 별세.)
- 아우: 강석원(姜錫元, 1908년 8월 21일 대한제국 전라남도 광주군 출생 ~ 1991년 1월 7일 대한민국 광주직할시 광산구 송정동에서 향년 84세로 별세, 항일 독립운동가. 前 전라남도 광주청년회 대표위원.)